# Maggie Reilly
Maggie Reilly (n. Glasgow, 15 de septiembre de 1956) es una cantante escocesa. Es conocida por sus éxitos junto al compositor Mike Oldfield y por sus primeros álbumes como solista.

## Carrera
En la década de 1970 fue parte de la banda de rock Cado Belle, lanzando con ellos un álbum en 1976.
Es mayormente conocida por sus colaboraciones con el compositor y multiinstrumentista Mike Oldfield entre 1980 y 1984, especialmente co-componiendo y vocalizando Family Man y otras canciones del álbum Five Miles Out (1982), repitiendo su papel de vocalista en las canciones "Moonlight Shadow" y "Foreign Affair" del álbum Crises (1983) y "To France" del álbum Discovery (1984). La última colaboración entre Maggie y Mike Oldfield fue en la canción "Blue Night" del álbum Earth Moving (1989).
En 1992, lanzó su primer álbum como solista Echoes, cuyos temas más exitosos fueron "Everytime We Touch",  Tears in the Rain y  Wait. Su siguiente álbum de estudio fue Midnight Sun (1993), cuyo tema "Follow the Midnight Sun" fue el más exitoso.
En los años siguientes lanzó Elena (1996), Starcrossed (2000), Save It for a Rainy Day (2002) y Rowan (2006).
Ha trabajado también con muchos otros artistas como Mike Batt (en su álbum The Hunting of the Snark), Jack Bruce, Dave Greenfield & Jean-Jacques Burnel, Rick Fenn, Michael Cretu, Lesiëm, Ralph McTell, Simon Nicol, Stefan Zauner, Runrig, The Sisters of Mercy, Lesiëm y Smokie.
Colaboración de Maggie Reilly con Lesiëm
Maggie Reilly colaboró con Lesiëm en su álbum "Chapter 2" (también conocido como "Chapter 2: The Next Chapter" o simplemente "Times", dependiendo del mercado), que fue lanzado en 2001.
Una de las canciones más destacadas donde Maggie Reilly presta su voz es:
"Caritas" – Una mezcla de canto gregoriano con instrumentación moderna y la característica voz suave y melódica de Reilly. Esta canción es un buen ejemplo del estilo sincrético de Lesiëm.
Su voz en estas colaboraciones aporta un tono etéreo y emocional, que encaja muy bien con la fusión místico-electrónica que caracteriza al proyecto.

## Discografía

### Álbumes como solista
- Echoes (1992)
- Midnight Sun (1993)
- All the Mixes (1996)
- Elena (1996)
- Elena: The Mixes (1997)
- The Best of Maggie Reilly, There and Back Again (1998)
- Starcrossed (2000)
- Save It for a Rainy Day (2002)
- Rowan (2006)
- Looking Back, Moving Forward (2009)
- Heaven Sent (2013)

### Sencillos
- "Moonlight Shadow" (1983, junto a Mike Oldfield)
- "As Tears Go By" (1984)
- "Everytime We Touch" (1992)
- "Wait" (1992)
- "Tears in the Rain" (1992)
- "Follow the Midnight Sun" (1993)
- "Every Single Heartbeat" (1993)
- "Don't Wanna Lose" (1994)
- "Walk on By" (1996)
- "Walk on By- The Mixes" (1996)
- "To France - The Mixes" (1996)
- "Listen to Your Heart" (1996)
- "To France - The Mixes II" (1997)
- "Listen to Your Heart - The Mixes" (1997)
- "Listen to Your Heart - The Mixes II" (1997)
- "One Little Word" (1998)
- "Caritas" (2002 junto a Lesiëm)
- "Humilitas" (2003 junto a Lesiëm)
- "Fides" (2003 junto a Lesiëm)
- "Morgain" (2005 junto a Lesiëm)
- "Morgause" (2005 junto a Lesiëm)